# 찰스 마티네이
찰스 마티네이(영어: Charles Martinet, 1955년 9월 17일 ~ )는 미국의 배우이자 성우이다. 1991년부터 2023년까지 《슈퍼 마리오》 시리즈의 마리오와 루이지의 목소리를 담당한 것으로 유명하다. 그 외 배역으로 《엘더 스크롤 V: 스카이림》의 파아서낙스와 《러너2》의 해설자가 있다.
마티네이는 유년 시절 대부분을 유럽에서 지내 프랑스어와 스페인어를 유창하게 구사하며 그 외 이탈리아어도 일부 가능하다. 2023년 8월에 성우를 그만두고 《마리오》 시리즈의 공식대사관으로 취임했다.

## 영화
- 더티 해리 5 - 추적자
- 나인 먼쓰
- 더 게임 (1997년 영화)
- 슈퍼 마리오 브라더스 (영화)

## 비디오 게임
- 슈퍼 마리오 64
- 마리오 카트 64
- 마리오 파티 (비디오 게임)
- 닌텐도 올스타! 대난투 스매시브라더스
- 마리오 파티 2
- 마리오 테니스 64
- 마리오 파티 3
- 슈퍼 마리오브라더스 2
- 루이지 맨션
- 스타워즈: 갤럭틱 배틀 그라운드
- 대난투 스매시브라더스 DX
- 슈퍼 마리오 월드
- 젯 셋 라디오 퓨처
- 슈퍼 마리오 선샤인
- 슈퍼 마리오 요시 아일랜드
- 마리오 파티 4
- 메이드 인 와리오 (비디오 게임)
- 슈퍼 마리오 어드밴스 4
- 마리오 골프: 패밀리 투어
- 모여라!! 메이드 인 와리오
- 반지의 제왕: 왕의 귀환 (비디오 게임)
- 마리오 카트 더블 대시!!
- 마리오 파티 5
- 페이퍼 마리오 RPG
- 돌려라 메이드 인 와리오
- 마리오 테니스 GC
- 마리오 파티 6
- 슈퍼 마리오 64 DS
- 만져라 메이드 인 와리오
- 댄스 댄스 레볼루션 with 마리오
- 슈퍼 프린세스 피치
- 마리오 파티 7
- 마리오 카트 DS
- 뉴 슈퍼 마리오브라더스
- 요시 아일랜드 DS
- 춤춰라 메이드 인 와리오
- 슈퍼 페이퍼 마리오
- 마리오 파워 사커
- 마리오 파티 8
- 슈퍼 마리오 Wii 갤럭시 어드벤처
- 마리오 파티 DS
- 대난투 스매시브라더스 X
- 마리오 카트 Wii
- 마리오 슈퍼 슬러거
- 와리오랜드 셰이킹
- 아이온: 영원의 탑
- 찍어라 메이드 인 와리오
- 뉴 슈퍼 마리오브라더스 Wii
- 슈퍼 마리오 Wii 2 갤럭시 어드벤처 투게더
- 슈퍼 마리오 3D랜드
- 엘더 스크롤 V: 스카이림
- 마리오 카트 7
- 포춘 스트리트
- 마리오 파티 9
- 뉴 슈퍼 마리오브라더스 2
- 뉴 슈퍼 마리오브라더스 U
- 루이지 맨션 다크 문
- 뉴 슈퍼 루이지 U
- 슈퍼 마리오 3D 월드
- 마리오 파티 아일랜드 투어
- 마리오 카트 8
- 슈퍼 스매시브라더스 for 닌텐도 3DS/Wii U
- 마리오 파티 10
- 루이지 맨션 다크 문
- 슈퍼 마리오 메이커
- 페이퍼 마리오 컬러 스플래시
- 슈퍼 마리오 메이커
- 마리오 카트 8
- 슈퍼 마리오 오디세이
- 메이드 인 와리오 고저스
- 슈퍼 마리오 파티
- 슈퍼 스매시브라더스 얼티밋
- 슈퍼 마리오 메이커 2
- 마리오 카트 투어
- 루이지 맨션 3
- 페이퍼 마리오 종이접기 킹
- 슈퍼 마리오 3D 컬렉션
- 마리오 카트 라이브: 홈 서킷
- 즐거움을 나눠라 메이드 인 와리오